# Субтропический морской котик
Субтропический морской котик (лат. Arctocephalus tropicalis) — вид ушастых тюленей, встречающийся в южных районах Индийского и Атлантического океанов. Впервые описан Греем в 1872, на базе изучения особи из вод северной Австралии — отсюда и неверное «tropicalis» в латинском названии вида. В списках МСОП проходит как вид, вызывающий наименьшие опасения.
В настоящее время обычно включается в род южных морских котиков (Arctocephalus), хотя в некоторых системах классификации выделялся вместе с большинством представителей этого таксона в отдельный род Arctophoca.

## Внешний вид
Субтропический морской котик — это морской котик средних размеров. Самцы дорастают до 2 метров / 160 кг, самки значительно мельче — 1,4 метра / 50 кг соответственно. Грудь и морда у обоих полов кремово-оранжевые, окраска брюха ближе к коричневатой. У самцов спина — от тёмно-серой до чёрной, у самок — более светлого серого цвета. Щенки рождаются чёрными, но линяют в возрасте примерно 3 месяцев. Морда короткая и плоская. Ласты короткие и широкие. Живёт около 20—25 лет.

## Ареал
Субтропический морской котик широко распространён. Как показывает его название, этот вид распространён севернее, чем кергеленский морской котик. Самые крупные размножающиеся колонии субтропического морского котика расположены на островах Гоф (южная Атлантика) и Амстердам (южная часть Индийского океана). Также размножается на островах Принс-Эдуард (где его ареал пересекается с ареалом кергеленского морского котика), островах Крозе и острове Маккуори. В местах пересечения ареалов субтропического морского котика можно отличить от кергеленского по оранжевой груди первого.
В настоящее время в мире обитает около 300 000 субтропических морских котиков. Скорее всего, с момента открытия вида в 1810 численность его снизилась из-за того, что в течение XIX века на этот вид охотились ради шкур. Однако на большей части ареала популяция быстро восстанавливается, в том числе и благодаря охране согласно Конвенции об охране антарктических тюленей. Небольшая популяция на острове Херд находится под угрозой. В отличие от кергеленского морского котика, прошедшего через «бутылочное горлышко» около 1900 (тогда оставалась только 1 колония этого вида; в настоящее время генетическое разнообразие кергеленского морского котика снижено именно по этой причине), генетическое разнообразие среди субтропических морских котиков остаётся высоким.